# ウェルネス魚沼
ウェルネス魚沼（ウェルネスうおぬま）は、新潟県魚沼市に本拠地を置き、日本野球連盟に加盟していた社会人野球のクラブチームである。

## 概要

### 設立と構想
東京都でスポーツの専修学校を運営する「タイケン学園」によって2004年12月に設立されたクラブチームである。クラブ設立の趣旨は、同年10月23日に発生した新潟県中越地震で被災し甚大な被害を受けた魚沼市をはじめとする新潟県中越地方の住民に勇気と希望を与えることであった。
監督には地元新潟県出身でヤクルトスワローズでプレーし、引退後はNHK衛星放送、TBSテレビ・ラジオでスポーツキャスターや野球解説などを担当していた青島健太を迎えた。2004年12月25日に魚沼市役所で行われた発足会見で、青島は「地震で被災された方を勇気づけるチームにしたい」と抱負を語った。
また同会見では、チーム編成はオーストラリア代表クラスの選手を主体とし、オーストラリアからは同年のアテネオリンピックの代表メンバー5人を含む約20人が春から秋まで半年間の滞在し、期間中の生活費はタイケン学園が全額負担することが発表された。
選手たちはボランティアとして地元の中学校へ派遣し、英会話指導を行うなど地域住民との交流事業を実施することを盛り込んだ。さらに将来的には魚沼市がオーストラリアのクイーンズランド州と姉妹都市提携を結び、魚沼市を国際色豊かな町として盛り上げつつ地域自治体の活性化を図る方針も打ち出した。
また、タイケン学園は2005年春、堀之内町立原小学校の廃校跡に日本ベースボール・セキュリティ専門学校（現日本ウェルネススポーツ専門学校新潟校）を開校し、硬式野球部を設けて日本人選手の育成を行い、クラブチームをこの野球部のトップチームとして整備した上で、タイケン学園をスポンサーとして2006年に発足予定の独立リーグ組織・日本アカデミーリーグに参入し、同リーグ傘下のクラブチームとの対戦を通じて子供たちに夢を与え、野球人口の底辺を拡大する構想も明らかにしていた。クラブチームの名称は前述の「日本ウェルネススポーツ専門学校」に因んで『ウェルネス魚沼』とし、併せてオーストラリアに棲息するカンガルーに因んで「カンガルーズ」という愛称も命名された。
2005年3月3日付けで、日本野球連盟に登録が承認された。

### チームの異変
2005年3月25日、アテネ五輪代表4人を含むオーストラリア人選手18人が来日。しかし、青島が東京都を拠点に活動しているため、現地常駐による指導が事実上不可能な点を考慮して当初の予定を変更し、青島が総監督となり、監督にはオーストラリア人が就任して現場の指揮に当たることになった。この他投手コーチには元中日ドラゴンズの辻本弘樹が就任。魚沼市広神自然公園野球場を主な練習場とした。
そうした中で挑んだチーム初の公式戦となった2005年春の都市対抗野球大会の予選は新潟県一次予選で敗退。すると、来日していたオーストラリア人選手・監督は予選終了後の6月7日に全員帰国してしまい、自然消滅的に事実上の休部状態となってしまった。
そして7月、青島はチームの運営方針を巡る意見の相違から総監督を辞任、同年9月にアミューズメント大手のセガサミーが新設した硬式野球部の監督に就任した。これにより、青島を慕って入団したチーム唯一の日本人選手であった元広島東洋カープの青木智史も後を追うように退団し、アメリカ合衆国の独立リーグであるゴールデン・ベースボール・リーグ内のジャパン・サムライ・ベアーズへ移籍した（翌春には辻本コーチとセガサミーへ入団）。これにより、在籍選手は全員退団した。魚沼市は当初「チームは一時解散し、オーストラリア人選手は子供たちとの交流事業のため、8月に再来日する」と発表していたが、実現には至らなかった。

### 解散とその後
青島の退団後、タイケン学園は地元在住者を対象にトライアウトを行ったものの頓挫。
2006年から、社会人野球の規約が改正され、外国人および元プロ選手の登録数の例外規定（通常、企業チームには外国人・元プロとも登録数に制限があるが、クラブチームは申請して認められれば全員外国人で構成することが可能となっていた）が完全撤廃されたため、外国人が大勢を占めるチーム編成は不可能となった（現在は企業・クラブとも外国人と元プロを合わせた総枠が「4」と規定されている）。
活動の目途が立たなくなったウェルネス魚沼は日本野球連盟に活動休止届を提出し、在籍者ゼロのまま2008年春に解散届を提出、同年3月21日付で「解散チーム」として公示された。また、アカデミーリーグの構想も現在は頓挫している状況である。

## 沿革
- 2004年12月 - 創設
- 2005年
  - 3月 - 日本野球連盟に登録
  - 7月 - 在籍者がゼロになり、事実上の活動休止
- 2008年3月 - 解散